# جويل جون بيلي
جويل جون بيلي (بالإنجليزية: Joel John Bailey)‏ (17 فبراير 1980 في ترينيداد وتوباغو - ) هو لاعب كرة قدم ترينيداد وتوباغو في مركز الهجوم. شارك مع منتخب ترينيداد وتوباغو لكرة القدم. أما مع النوادي، فقد لعب مع إمباكت مونتريال ونادي شمال كارولاينا وفانكوفر وايتكابس (نادي كرة قدم) وBaltimore Blast ‏ وCleveland Crunch ‏.

## وصلات خارجية
- جويل جون بيلي على موقع قاعدة بيانات كرة القدم.إي يو (الإنجليزية)
- جويل جون بيلي على موقع ناشيونال فوتبول تيمز (الإنجليزية)